# La Gardiòla
La Gardiòla (en francès Lagardiolle) és un municipi francès situat al departament del Tarn i a la regió d'Occitània.

## Demografia
| 1962                                       | 1968 | 1975 | 1982 | 1990 | 1999 | 2007 |
| ------------------------------------------ | ---- | ---- | ---- | ---- | ---- | ---- |
| 176                                        | 210  | 187  | 200  | 228  | 233  | 227  |
| Des de 1962: població sense dobles comptes |      |      |      |      |      |      |

## Administració
| Període   | Identitat      | Partit |
| --------- | -------------- | ------ |
| 1945-1965 | François Augé  |        |
| 1965-1995 | Julien Augé    |        |
| 1995-2008 | Claudie Bonnet | PS     |
| 2008-     | Thérèse Rivals |        |